# Tropie (Petite-Pologne)
Pour les articles homonymes, voir Tropie.
Tropie est une localité polonaise de la gmina de Gródek nad Dunajcem, située dans le powiat de Nowy Sącz en voïvodie de Petite-Pologne.

## Lieux et monuments
- Église Saint-André-Svorad-et-Saint-Benoît (pl).